# گروپو الکترا

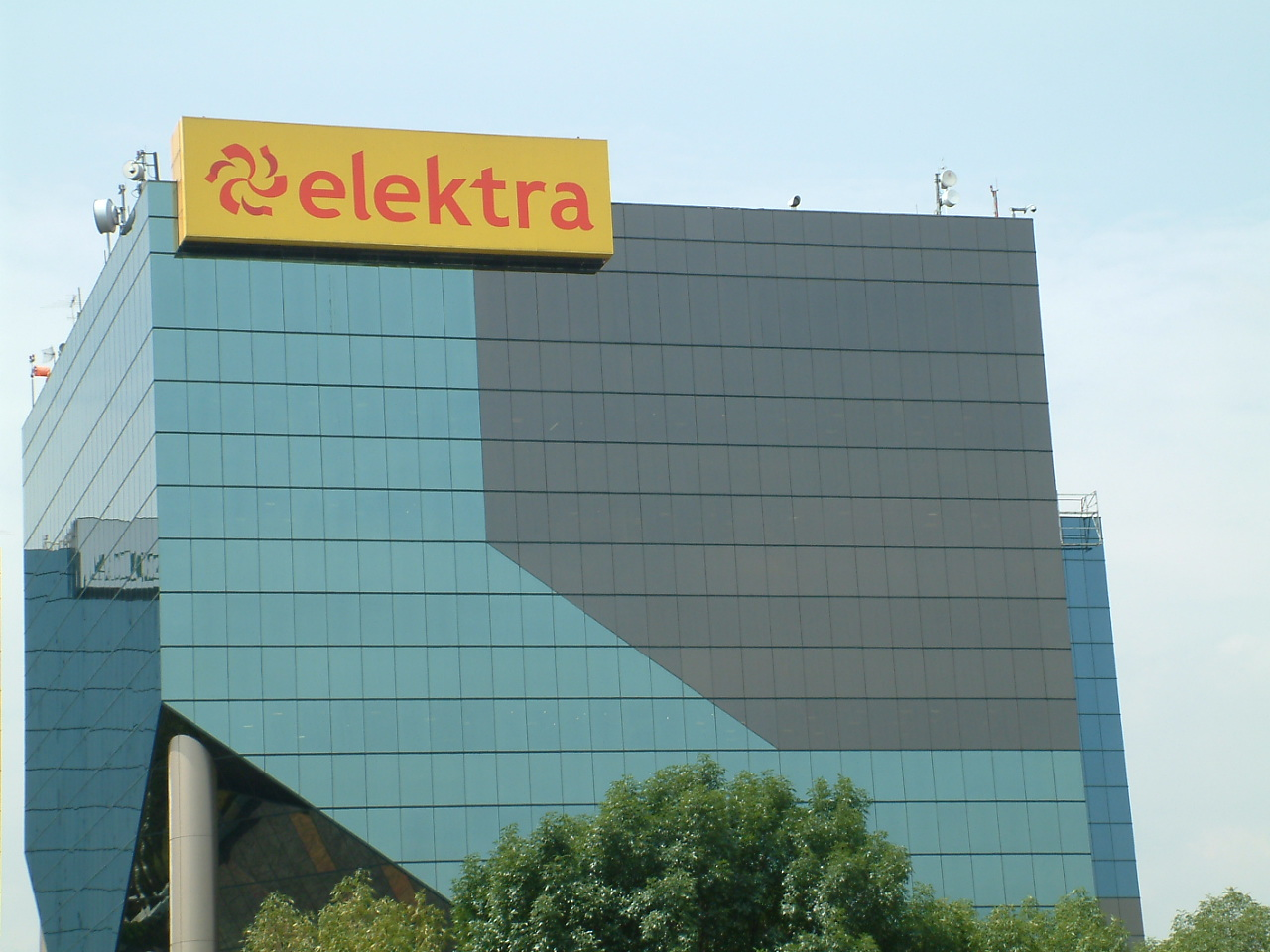
ساختمان مرکزی گروپو الکترا، در مکزیکو سیتی

گروپو الکترا (به اسپانیایی: Grupo Elektra) شرکت هلدینگ مکزیکی است، که در سال ۱۹۵۰ توسط هوگو سالیناس تأسیس شد و هم‌اکنون گروپو سالیناس مالکیت آنرا در اختیار دارد.
شرکت الکترا در ۲ حوزه دارای فعالیت می‌باشد، بخش خدمات مالی که توسط شرکت تابعه بانکو ازتکا و در کشورهای مکزیک و پاناما دارای عملیات بوده و به ارائه خدمات بیمه، مزایای بازنشستگی و علوم مالی می‌پردازد.
شاخه دیگر گروه الکترا در زمینه خرده‌فروشی فعالیت می‌کند و مالک شبکه‌ای از ۲٫۶۰۰ فروشگاه زنجیره‌ای خرده‌فروشی در کشورهای برزیل، آرژانتین، السالوادور، هندوراس، پاناما و پرو می‌باشد.
دفتر مرکزی این شرکت در شهر مکزیکو سیتی، مکزیک قرار دارد و بخشی از سهام آن در بازارهای بورس مادرید و بورس اوراق بهادار مکزیک معامله می‌شود. ریکاردو سالیناس پلیئگو (مالک اصلی گروپو سالیناس) دومین فرد ثروتمند مکزیک، مالکیت این شرکت را در اختیار دارد.